# نظريات الأثير
تقترح نظريات الأثير في الفيزياء وجود وسط أو مادة تملأ الفضاء، يُعتقد أنه من الضروري أن تكون موجودة بوصفها وسطًا ناقلًا للمجال الكهرومغناطيسي وقوى الجاذبية. منذ تطور النسبية الخاصة، سقطت نظريات الأثير بوصفها غير صالحة للاستخدام في الفيزياء الحديثة، عقب عددٍ من التجارب أبرزها تجربة ميكلسون ومورلي وانضم إليها الآن المزيد من النماذج التجريدية.
هذا الأثير المبكر الحديث لديه القليل من الصفات المشتركة مع الأثير ذي العناصر الكلاسية الذي استمد منه الاسم. تجسد النظريات المتنوعة المفاهيم المختلفة لهذا الوسط/المادة.

## تفسيرات غير قياسية في الفيزياء الحديثة

### النسبية العامة
وفقًا لأينشتاين، يمكن القول إن الفضاء لديه خواص فيزيائية، بهذا المعنى فالأثير موجود بالفعل. وفقًا للنسبية العامة، فالفضاء لا يمكن تصوره دون الأثير، ففي فضاء مماثل لن ينتشر الضوء فقط، بل لن توجد معايير المكان والزمن (قضبان القياس والساعات) أيضًا، وبذلك لن توجد أي فواصل زمنية بالمعنى المادي. لكن هذا الأثير لا يمتلك الخصائص المعتادة للوسائط المعروفة، إذ لا يتكون من أجزاء يمكن تتبعها عبر الزمن، وبهذا لا ينطبق عليه مفهوم الحركة.

### موجات مرشدة
أعلن لويس دي برولي أن أي جسيم معزول في أي وقت، يجب أن يُصور أنه في حالة اتصال مستمر مع وسيط خفي.

## تخمينات ومقترحات
وفقًا لوجهة النظر الفلسفية لأينشتاين وديراك وبيل وبلوياكوف وت. هوفت ولافلين ودي برولي وماكسويل ونيوتن وسواهم، ربما يوجد وسيط ذو خصائص فيزيائية، هو الأثير الذي يملأ الفضاء، ما يمكن العمليات المادية الملحوظة.
أينشتاين في عام 1894 أو عام 1895: «تتناسب سرعة الموجات طرديًا مع الجذر التربيعي للقوى المرنة التي تسبب انتشارها، وعكسيًا مع كتلة الأثير التي تحركها هذه القوى».
بول ديراك (1951): «تقدمت المعرفة المادية منذ 1905، خاصةً بوجود ميكانيكا الكم، وتغير الوضع حول معقولية ظاهرة الأثير مرةً أخرى. إذا فحص أحد المسألة في ضوء المعرفة الحالية، يجد أن الأثير لم يعد مستبعدًا في ظل النسبية، ولدينا الآن أسباب وجيهة لافتراض وجود الأثير. لدينا الآن السرعة على كل نقاط الزمكان، الذي يؤدي دورًا أساسيًا في الديناميكيا الكهربية. من الطبيعي اعتبارها سرعة شيء مادي حقيقي. إذن مع نظرية جديدة للديناميكا الكهربية (فراغ مليء بالجسيمات الافتراضية)، فنحن مضطرون إلى افتراض وجود الأثير».
اقترح جون بيل (1986)، أن نظرية الأثير قد تساعد على حل مفارقة إي بي آر، بالسماح بإطار مرجعي تتحرك فيه الإشارات أسرع من الضوء. واقترح أن انكماش لورنتز متماسك تمامًا، واستطاع إنتاج نظرية أثير مستقرة تمامًا مع تجربة ميكلسون مورلي. اقترح بيل أن الأثير رُفض سابقًا لأسباب فلسفية بحتة: «ما لا يمكن ملاحظته لا يوجد».
وجد أينشتاين أن عدم وجود الأثير يمثل نظرية أبسط وأكثر أناقة، لكن بيل يشير إلى أن هذا لا يستبعد وجوده. إلى جانب الحجج القائمة على تفسيره لميكانيكا الكم، اقترح بيل أيضًا إحياء الأثير لأنه مفيد بوصفه أداةً تعليمية، إذ يمكن حل العديد من المشاكل بسهولة أكبر من طريق تخيل وجود الأثير.
قال أينشتاين: «الرب لا يلعب النرد». يبحث المتفقون معه عن نظرية الأثير الحتمية الكلاسية التي تتضمن توقعات كمية بوصفها قيمًا إحصائية تقريبية، أو نظرية متغير خفية. يرى جيرارد ت. هوفت أنه لا ينبغي أن ننسى أن ميكانيكا الكم لا تصف في الواقع أي نوع من الظواهر الديناميكية المستمرة بالفعل، لكنها بالأحرى تعطينا نتائج احتمالية. لذا يبدو من المعقول أن أي نظرية معقولة للديناميكية على مقياس بلانك ستؤدي إلى عمليات معقدة للغاية لوصفها، لذا يجب على المرء أن يتوقع تقلبات عشوائية في أي نظرية تقريب تصف الآثار على نطاق أكبر. يبدو من المنطقي بدايةً إجراء تجربة نظرية كلاسيكية على نطاق بلانك، وبهذا نجد أن ما نسميه اليوم ميكانيكا الكم قد يكون مجرد تقنية ذكية للتعامل مع هذه الديناميات الإحصائية.
تحاول ورقة بحثية إثبات اقتراح هوفت، الذي ينظر إلى نظرية الكم بوصفها ليست نظرية مجال كاملة، بل ظاهرة ناشئة من مستوى أعمق من الديناميات. يُنظر إلى الديناميات الأساسية أنها ميكانيكا كلاسية مع مفردة لاغرانجيانس مزودة بالحالة الملائمة لفقدان المعلومات. ومع افتراضات معقولة حول الطبيعة الفعلية لديناميكا القيد، تظهر نظرية الكم عند الخوارزمية الكلاسية لديراك بيرجمان لديناميات مقيدة، وهي تطبق على المسار الكلاسي المتكامل.
لويس دي برولي: «بافتراض وجود وسيط خفي تحت كمي، فإن فهم طبيعته سيكون أمرًا مطلوبًا. إنه بالتأكيد شيء معقد للغاية. لا يمكن أن يكون وسيطًا مرجعيًا عالميًا، لأن هذا سيخالف نظرية النسبية».
سنة 1982، كتب الفيزيائي الروماني لوان لوفيتز بوبيسكو: «الأثير هو أحد أشكال وجود المادة، لكنه يختلف نوعيًا عن المادة أو الإشعاع الذري أو الجزيئي أو الفوتونات. الأثير مائع يحكمه مبدأ القصور الذاتي ويسبب وجوده تعديل هندسة الزمكان». بناءً على جسيمات لي ساغ الدنيا، تفترض نظرية بوبيسكو أن الكون محدود مليء بجسيمات صغيرة الكتلة للغاية، تسافر عشوائيًا بسرعة الضوء، وتتكون الأجسام المادية من جسيمات تُسمى إيثرونات.
يفترض سيد دويتش، أستاذ الهندسة الكهربية والحيوية، أن جسيمات الأثير كروية/دائرية، يجب أن توجد لتحمل الموجات الكهرومغناطيسية، وتستمد قطرها وكتلتها من كثافة المادة المظلمة.